# 天神堂遺跡
座標: 北緯35度13分22.6秒 東経138度30分47.9秒 / 北緯35.222944度 東経138.513306度

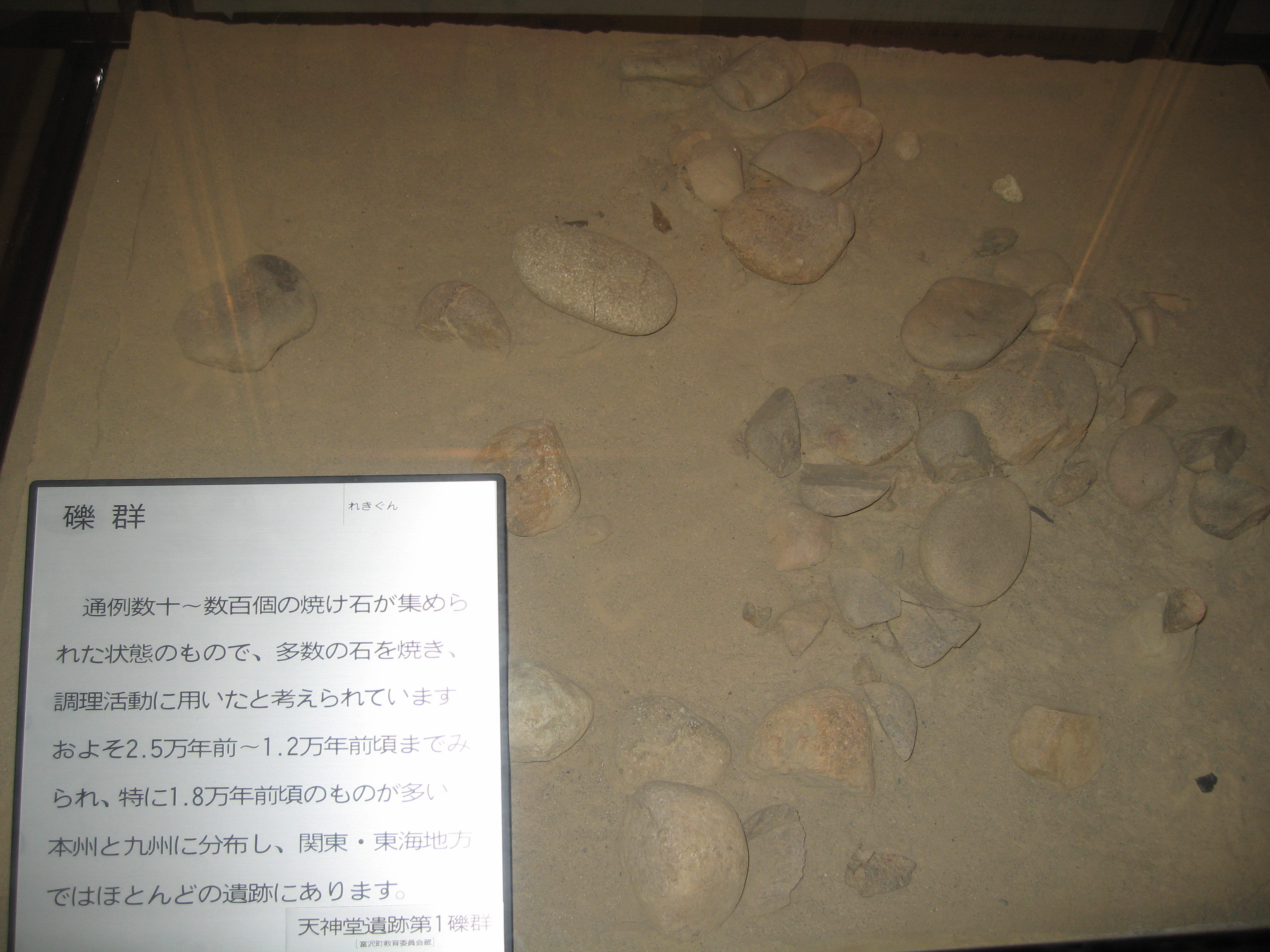
出土礫群の展示

天神堂遺跡（てんじんどういせき）は、山梨県南巨摩郡南部町万沢にある旧石器時代の集落遺跡。出土品は山梨県指定有形文化財に指定されている。

## 概要
県最南端に位置。町域を南流する富士川左岸の河岸段丘上に立地する。標高は130m付近。姶良Tn火山灰（At）よりは上位に位置づけられている。富士川流域は丘の公園内遺跡群のある県北西部の八ヶ岳山麓や県東部の桂川流域と並び旧石器時代の遺跡が存在する地域で、町域には9箇所（旧富沢町域に8箇所）の遺跡が分布している。
町立万沢小学校の校庭拡張工事の際に発見される。1970年（昭和45年）に山本寿々雄が主導して地元民による発掘調査が行われ、県内で行われたはじめての本格的な旧石器時代遺跡の発掘調査となった。表土層やハードローム層、淡炭砂層、砂層にかけて40 - 60の礫で構成される10基の礫群（蒸し焼き調理に使用されたと考えられている焼礫集合遺構）、900点以上の石器や剥片が発見されている。
石器は縦長剥片を素材とし、二側加工や部分加工が施されたナイフ形石器や、1点の両面周辺加工の槍先形尖頭器、ナイフ形石器と突頭器の中間に位置づけられる両義的石器のほか、彫器、削器、石錐なども出土している。石材は主に表面が風化して白黄色になっている地元産の泥岩や、長野県産や八ヶ岳産と考えられている黒曜石が使用されている。槍先形突頭器は天神堂遺跡より早い時期に八ヶ岳周辺を中心に遺跡群が分布し、関東地方では愛鷹山南麓から箱根山西南麓にはナイフ形石器を主体とした遺跡群があり、両者の中間的遺跡に位置づけられている。